# Ischyroptera
Ischyroptera là một chi ruồi trong họ Syrphidae.